# Friedrich I. (Pfalz-Simmern)

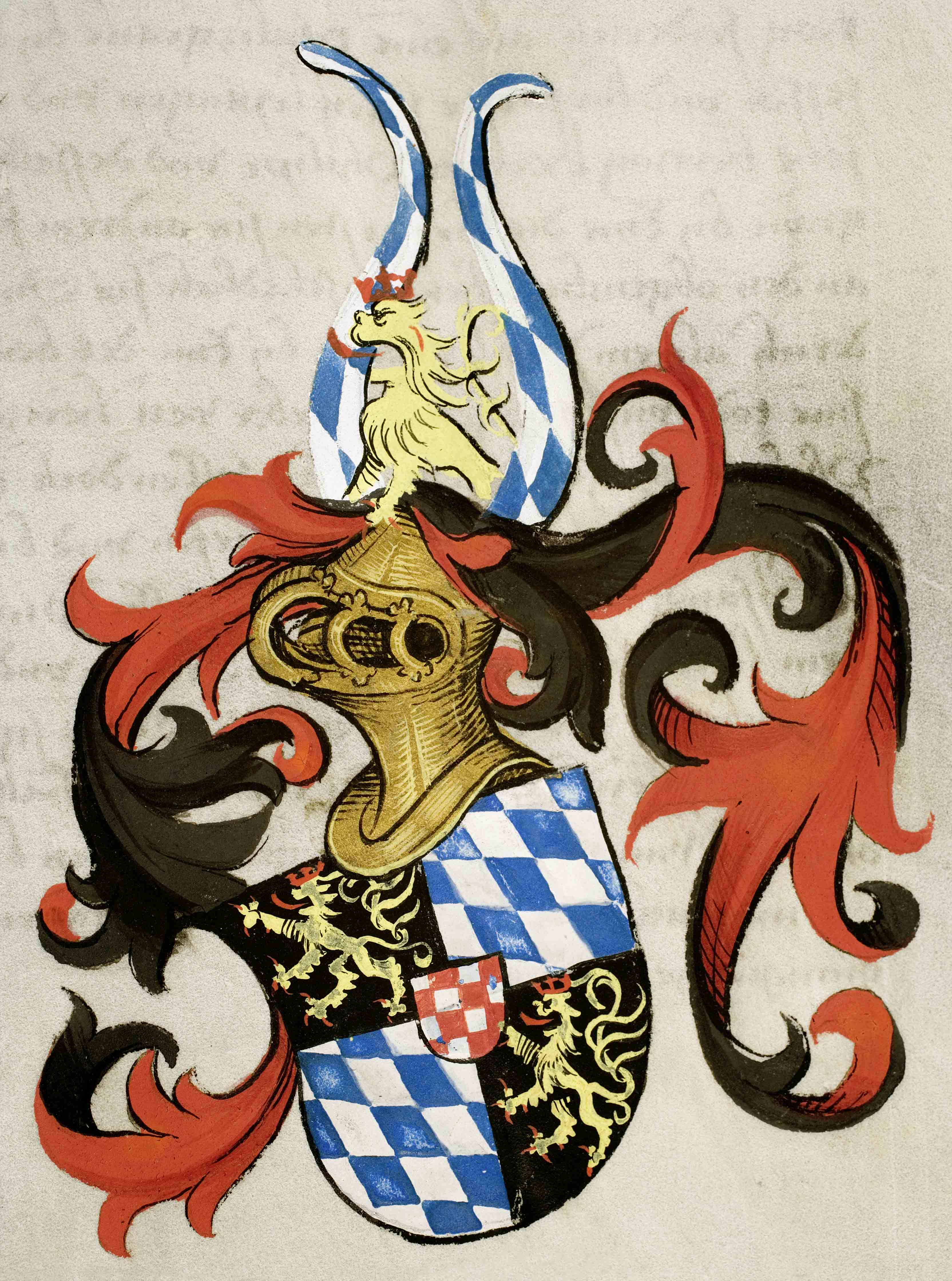
Wappen Friedrichs I. von Pfalz-Simmern im Lehenbuch Friedrichs des Siegreichen von 1471

Friedrich I. von Pfalz-Simmern, der Hunsrücker (* 24. April 1417; † 29. November 1480 in Simmern), war Pfalzgraf und Herzog von Pfalz-Simmern-Sponheim.

## Leben

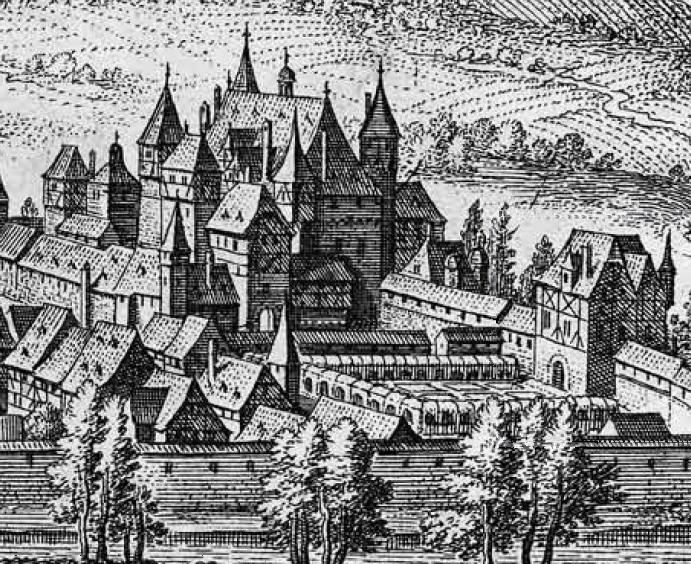
Schloss Simmern in einer Darstellung von Matthäus Merian aus dem Jahre 1648

Er war der älteste Sohn von Stefan von Pfalz-Simmern-Zweibrücken (1385–1459) und Anna von Veldenz (1390–1439).
Nach dem Tod seines Großvaters Friedrichs III. von Veldenz am 16. September 1444 bekam Friedrich den veldenzischen Anteil an der Grafschaft Sponheim, den er von Kastellaun aus regierte und wurde 1458 von Kurfürst Friedrich I. von der Pfalz auch mit den pfälzischen Lehensstücken belehnt. Nach dem Tod seines Vaters am 14. Februar 1459 folgte er in Simmern. Sein Bruder Ludwig erhielt das Fürstentum Pfalz-Zweibrücken und die Grafschaft Veldenz. Friedrich gilt als der eigentliche Gründer der Linie Pfalz-Simmern und ist der Stammvater der Kurfürsten von der Pfalz ab 1559. Er baute die Simmerner Burg zu einem Schloss aus. Friedrich stand in den Kriegen des Kurfürsten Friedrich I. von der Pfalz stets auf dessen Seite. Friedrich wurde im Stift Ravengiersburg begraben. Es ist kein Grabmal erhalten.

## Heirat und Nachkommen
Friedrich I. war mit Margarethe von Geldern (* 11. August 1436, † 2. November 1486) verheiratet. Sie war die Tochter von Herzog Arnold von Geldern und Katharina von Kleve (1417–1479), Tochter von Herzog Adolf II. von Kleve. Die Hochzeit fand am 6. August 1454 in Lobith statt.
Das Paar hatte folgende Kinder:
- Katharina (1455–1522), Äbtissin im St.-Klara-Kloster in Trier
- Stephan (1457–1489), 1478 immatrikuliert in Köln, Domherr in Straßburg, Mainz und Köln
- Wilhelm (*/† 1458)
- Johann I. (1459–1509), Pfalzgraf von Simmern

⚭ Gräfin Johanna von Nassau-Saarbrücken (1464–1521)
- Friedrich (1460–1518), 1478 immatrikuliert in Köln, Domherr in Köln, Speyer, Trier, Mainz, Magdeburg und Straßburg
- Ruprecht II. (1461–1507), Bischof von Regensburg
- Anna (1465–1517), Nonne in Trier
- Margarete (1466–1506), Nonne in Trier
- Helena (1467–1555), Priorin im St. Agnes-Kloster in Trier
- Wilhelm (1468–1481), Domherr in Trier